# Comastoma pedunculatum
Comastoma pedunculatum är en gentianaväxtart som först beskrevs av John Forbes Royle och George Don jr, och fick sitt nu gällande namn av Josef Holub. Comastoma pedunculatum ingår i släktet lappgentianor, och familjen gentianaväxter. Inga underarter finns listade i Catalogue of Life.